# ژان ملیه

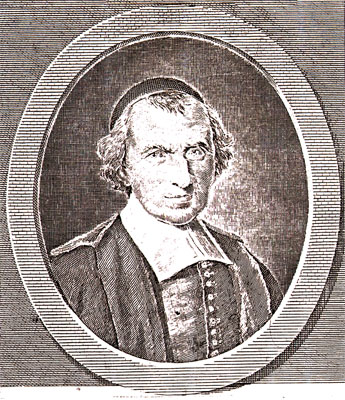
ژان ملیه

ژان ملیه (به فرانسوی: Jean Meslier) (۱۵ ژوئن ۱۶۴۴ - ۱۷ ژوئن ۱۷۲۹) کشیش کاتولیک فرانسوی بود، که در بستر مرگ اکتشاف به عمل آمد که کتاب فلسفی کاملی در ترویج بی‌خدایی نوشته‌است. این کتاب تمام ادیان را تقبیح می‌کرد و نویسنده آن را "عهدنامه‌ای" برای کشیش‌ها دانسته‌است. کتابچه‌ای درباره ژان ملیه به نام «کشیش مرتد» به فارسی ترجمه شده‌است.
ولتر اغلب از او به عنوان "کشیش خوب" یاد می‌کرد و در نامه‌نگاری‌ها با دخترش او را به خواندن دوباره و دوباره تنها اثر ملیه تشویق می‌کرد. میشل انفره در کتاب خود در دفاع از بی‌خدایی از ملیه به عنوان نخستین فردی که یک اثر کامل در دفاع از بی‌خدایی نگاشته‌است یاد کرده‌است..
ترجمه انگلیسی کامل وصیت‌نامه ملیه (توسط مایکل شریو) برای اولین بار در ۲۰۰۹ منتشر شد.